# Sinonyx
Sinonyx is een geslacht van uitgestorven carnivore hoefdieren uit de familie Mesonychidae van de orde Mesonychia. Dit dier leefde in het Laat-Paleoceen. 
Sinonyx leefde ongeveer 56 miljoen jaar geleden in China. Deze mesonychide had met een lengte van anderhalve meter het formaat van een wolf met een lichaam gebouwd op kracht en uithouding. 